# サンスクリット版ウィキペディア
サンスクリット版ウィキペディア（サンスクリットばんウィキペディア、梵: संस्कृत विकिपीडिया）は、はサンスクリットによるウィキペディアである。2004年より開設。2024年8月17日時点で項目数は12,205件。
サンスクリット版ウィキペディアのコミュニティは、「あなたのウィキペディアについて教えてください」というプロジェクトにも参加しており、サンスクリット版ウィキペディアからのコミュニティニュースは、ウィキペディアやインドのウィキメディア財団の姉妹プロジェクトに関連するストーリー、イベント、レポートなどを扱う、コミュニティが執筆・編集する新聞であるウィキパトリカにも掲載されている。
ザ・タイムズ・オブ・インディアは「ウィキペディアのコミュニティのおかげで、サンスクリットが復活している」と評価している。マザー・インディアはサンスクリット版ウィキペディアを「素晴らしい学習手段」と見做している。

## 歴史
ホームページの最も古いスナップショットは2004年6月1日付のもので、サンスクリット版ウィキペディアの以前のアーカイブで見ることができる。サンスクリット語ウィキペディアで現在も閲覧可能な最も古い記事は2004年7月9日付のダマン・ディーウ連邦直轄領だが、最初の記事は2004年3月21日に作成された。
2005年8月に1000件あった記事の半数近くのが削除されて600件に減少。削除された理由の多くは、記事が英語で書かれていたためである。
2013年12月12日現在、記事数は9405件に達している。

## 協力関係

### サンスクリタ・バーラティ
サンスクリット語ウィキペディアは、サンスクリットの復興に取り組む非営利団体サムスクリタ・バーラティと協力関係にある。この協力関係は、2010年1月23日にベンガルールで開催されたインド初のウィキペディア・アカデミーで始まった。
ウィキペディアアカデミーには11人のサンスクリタ・バーラティの団員が参加した。彼らはウィキペディアを紹介され、そのコンテンツに貢献した。また、およそ3人のウィキペディアンのチームがそれを支援した。
その後、ベンガルールにあるサンスクリット・バーラティのオフィスで、20人の参加者を集めて最初のサンスクリット・ウィキ・ワークショップが開催された。このプレゼンテーションは、ウィキペディアとそのインターフェイスの基本的な実用的な知識を提供することを目的としていた。
2011年3月26日に2回目のワークショップが同じ場所で開催され、ソフトウェア会社やオム・シャンティダム・グルクルラムから15人が参加した。

### その他
グジャラート大学サンスクリット学部の取り組みにより、2012年7月にグジャラート州の様々な大学から約150人のサンスクリットの教師が集まり、「サンスクリット版ウィキペディア - 紹介と期待」と題した2日間のワークショップを通じて、サンスクリット版ウィキペディアに資料を追加した。